# تیم ملی فوتبال زیر ۲۱ سال جزایر فارو
تیم ملی فوتبال زیر ۲۱ سال جزایر فارو (انگلیسی: Faroe Islands national under-21 football team) یا تیم ملی فوتبال جوانان جزایر فارو، نماینده کشور جزایر فارو در مسابقات فوتبال جوانان اروپا و جهان است که زیر نظر اتحادیه فوتبال جزایر فارو فعالیت می‌کند.